# Ctenus inaja
Ctenus inaja là một loài nhện trong họ Ctenidae.
Loài này thuộc chi Ctenus. Ctenus inaja được miêu tả năm 1994 bởi Höfer, Antonio D. Brescovit & Gasnier.